# Chiesa della Santissima Concezione (Madonna dell'Acqua)
La chiesa della Santissima Concezione, nota anche come santuario della Madonna dell'Acqua, si trova a Madonna dell'Acqua, frazione del comune di San Giuliano Terme, in provincia di Pisa.
Edificata nel 1647 dall'ingegnere Stefano Maruscelli, la piccola chiesa sorse sulla riva destra del fiume Morto nel luogo in cui era un'edicola con un'immagine della Madonna, oggi conservata sull'altare maggiore, che secondo la tradizione cristiana aveva miracolosamente salvato la popolazione da un'alluvione.
L'aspetto sobrio e dimesso del rivestimento esterno in laterizio, ingentilito dal portico in facciata, contrasta con la decorazione interna costituita da stucchi, dorature e da un pregevole ciclo di affreschi settecenteschi, con Scene della vita di Maria e figure allegoriche, frutto della collaborazione dei pisani Giovanni Battista Tempesti e Mattia Tarocchi. Interessanti anche i tre paliotti d'altare con le raffigurazioni delle Virtù Teologali.